# Langenstraße 5 (Stralsund)
Das Haus Langenstraße 5 in Stralsund ist ein denkmalgeschütztes Bauwerk in der Langenstraße, Eche Judenstraße.

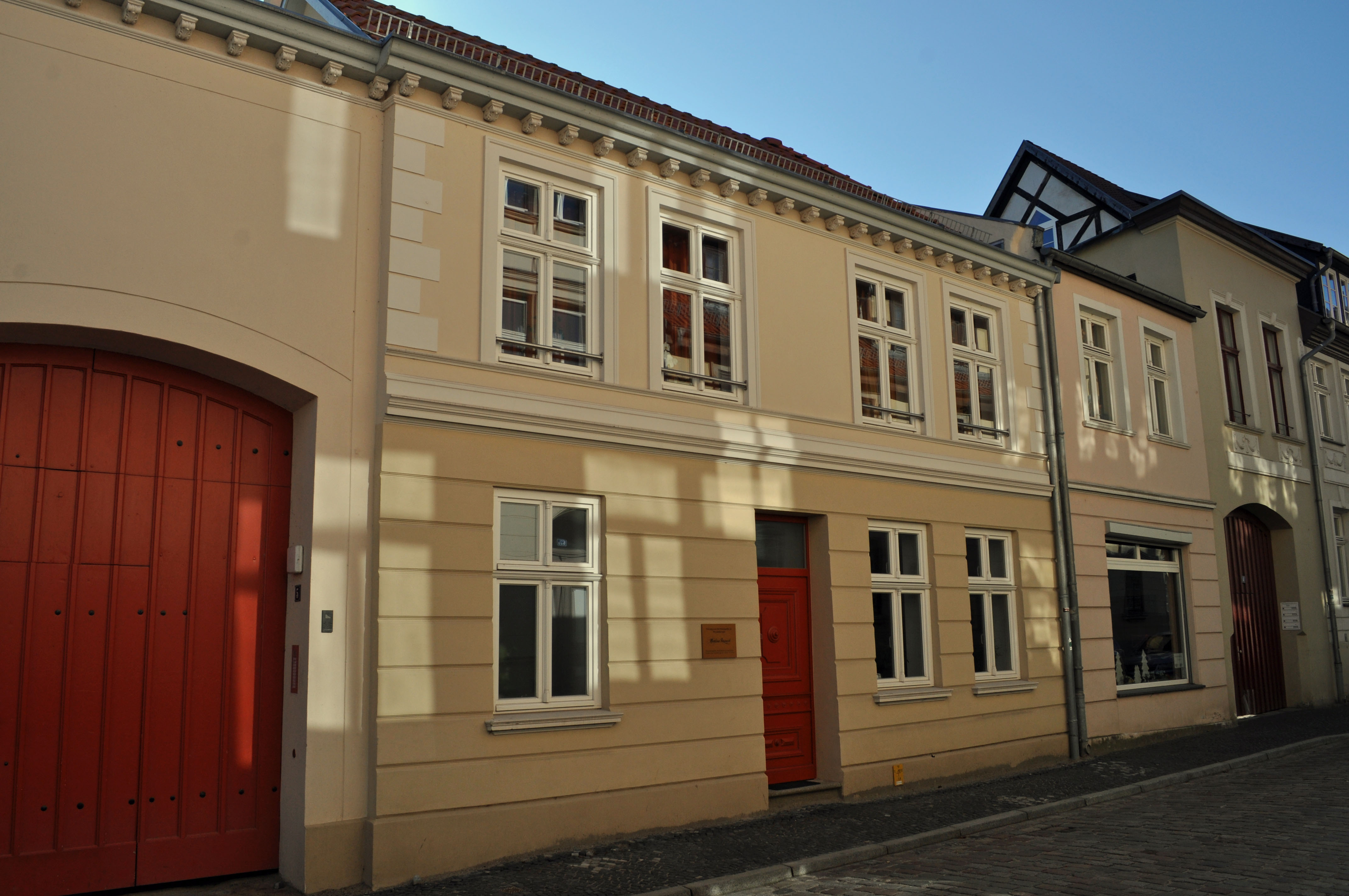
Haus Langenstraße 5 in Stralsund (2012)

Das Doppelhaus, das an der Ecke zur Judenstraße liegt, besteht aus zwei jeweils zweigeschossigen Gebäudeteilen, einem ehemaligen Gewerbehof. Der westliche, vierachsige Gebäudeteil stammt wahrscheinlich aus der Mitte des 18. Jahrhunderts; er ist im Erdgeschoss mit Putzrustika versehen. Der östliche Bauteil zur Judenstraße mit seiner Segmentbogen-Toreinfahrt wurde 1885 weitgehend erneuert.
Das Haus im Kerngebiet des von der UNESCO als Weltkulturerbe anerkannten Stadtgebietes des Kulturgutes „Historische Altstädte Stralsund und Wismar“ ist in die Liste der Baudenkmale in Stralsund eingetragen.